# Złobino (rejon chomutowski)
Złobino (ros. Злобино) – wieś (ros. село, trb. sieło) w zachodniej Rosji, w sielsowiecie głamazdińskim rejonu chomutowskiego w obwodzie kurskim.

## Geografia
Miejscowość położona jest nad rzeką Suchaja Amońka, 12 km od centrum administracyjnego sielsowietu głamazdińskiego (Głamazdino), 19 km od centrum administracyjnego rejonu (Chomutowka), 96 km od Kurska.

## Historia
Do czasu reformy administracyjnej w roku 2010 wieś Złobino wchodziła w skład sielsowietu malejewskiego. W tymże roku doszło do włączenia sielsowietów striekałowskiego i malejewskiego w dzisiejszy sielsowiet głamazdiński.

## Demografia
W 2010 r. miejscowość zamieszkiwało 21 osób.